# Лань Ин

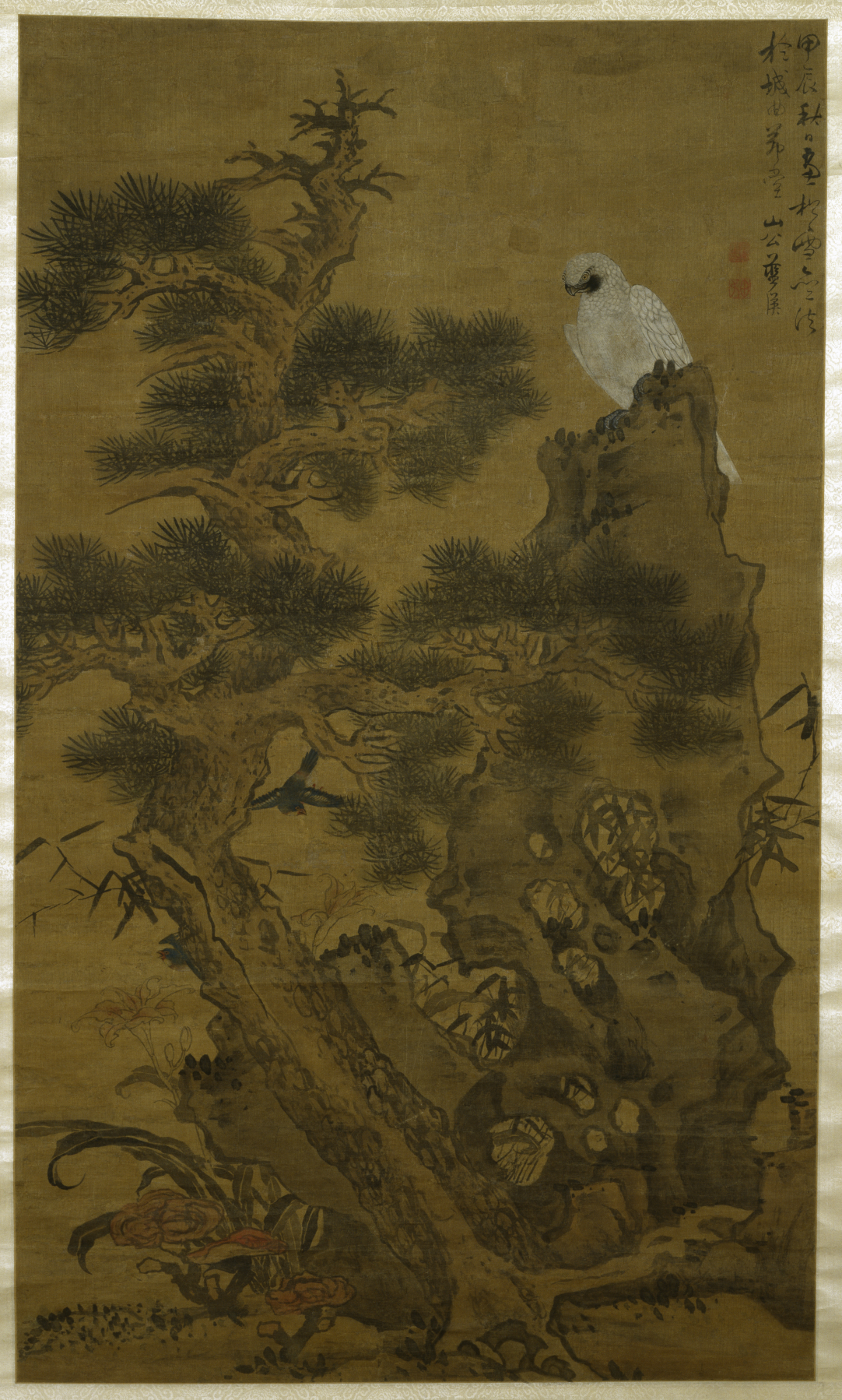
Лань Ин. Сосна и белый ястреб на скале

Лань Ин (кит. трад. 藍瑛, упр. 蓝瑛, пиньинь Lán Yīng; 1585—1666) — китайский художник времён империи Мин, представитель «школы Чжэ».
У Лань Ин были псевдонимы Tianshu (田叔), Diesou (蜨叟), Shi Toutuo (石頭陀). Сын Лань Ин — Лань Юй и внук Лань Шэнь когда подросли, так же стали художниками.
Родился в уезде Цяньтан (современный Ханчжоу, провинция Чжэцзян). Сведений о его жизни практически нет. Считается, что за жизнь он почти не покидал родной области и с юных лет начал заниматься живописью, став впоследствии ведущим живописцем «школы Чжэ». Умер в 1666 году.
Сохранилось около 90 работ Лань Ина, большая их часть выполнена в жанре шань-шуй (кит. 山水, «живопись гор и вод»).